# Дефензивность
Дефензи́вность — (от лат. defensio — оборонять, защищать) — склонность человека при встрече с жизненными трудностями занимать избегающую или пассивно-оборонительную позицию. Привычка застревать в том или ином эмоциональном состоянии (эмоциональная вязкость, инертность, тугоподвижность, вялость). В современной психотерапии термин используется по отношению к людям склонным к переживанию своей неполноценности, сказывающееся в робости, застенчивости, стеснительности, нерешительности, тревожной мнительности, в малодушии, склонности к сомнениям, неуверенности в себе, в конфликте с ранимым самолюбием (особо свойственно людям психастенического склада характера).

## Понятие в психотерапии

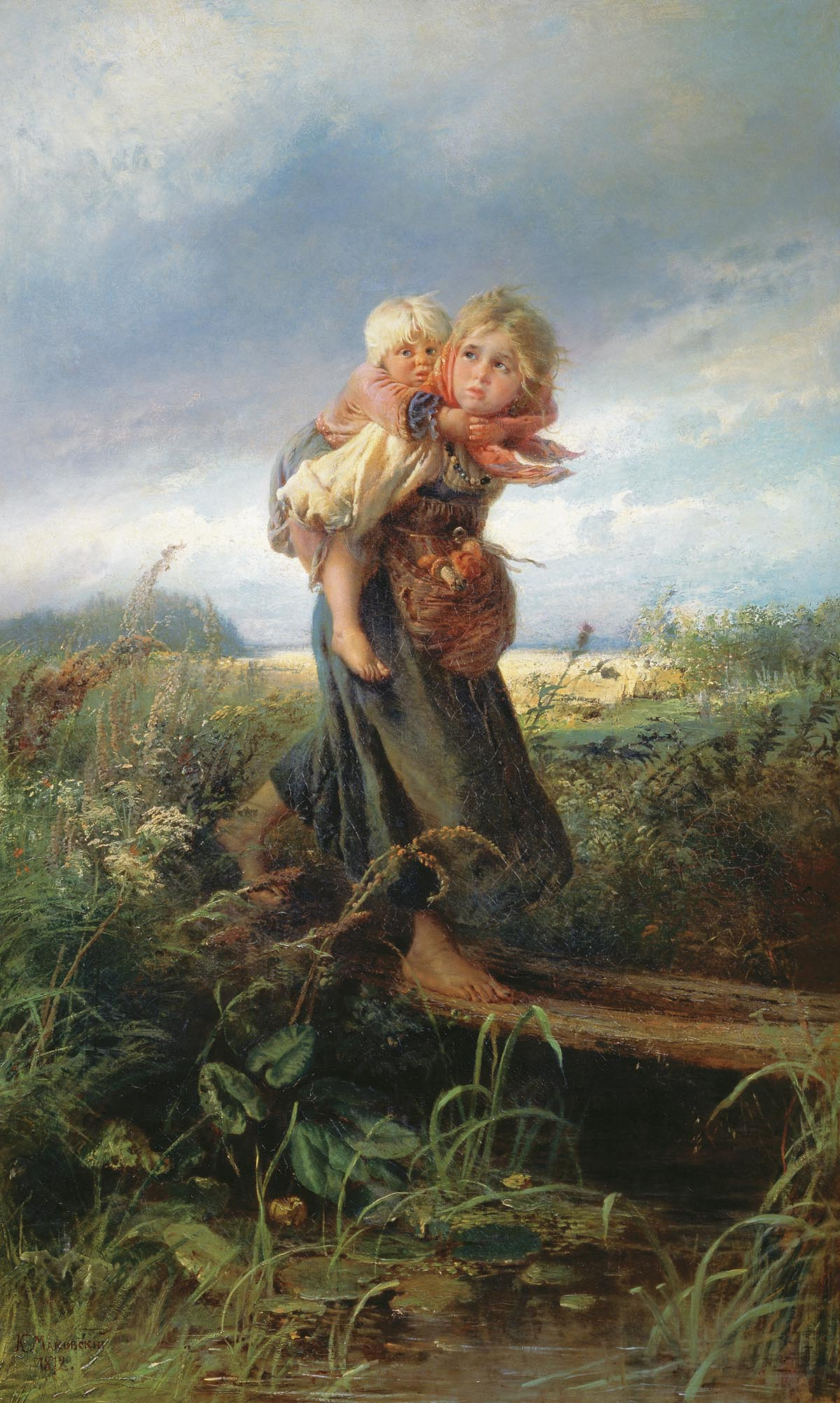
Картина «Дети, бегущие от грозы» К. Маковского, отражает тревожность, неуверенность, шаткость и хрупкость внешнего и внутреннего мира, но и ответственность за более слабых

В современной российской клинической психотерапии термин охватывает всех тревожных (дефензивных) людей и используется для терапевтического объяснения "силы своей слабости". Подчеркивается, что люди именно такого склада способны к сочувствию, состраданию, вдумчивому глубокому анализу; на их природной почве (слабой, инертной нервной системе) формируется нравственность, высшее духовные способности как основа формирования общества, взаимопомощи.
«Физически слабым (в сравнении со многими животными) людям возможно существовать только общественным организмом, а для развития общественности, коллективности, в основе которых лежит нравственность, как раз нужна почва хрупкой слабости, инертности. Дарвин знал это, отмечая, что «животное, обладающее большим ростом, силой и свирепостью и способное, подобно горилле, защищаться от всех врагов, по всей вероятности, не сделалось бы общественным. А это всего более помешало бы развитию высших духовных способностей, как, например, симпатии и любви к собратьям». Таким образом, выходит, что инертность «слабого» мозга, мозга меланхолика жизненно необходима Человечеству. Человек «платит» физической слабостью, неловкостью (в сравнении, например, с тигром) за ум «царя Природы». А наиболее инертные дефензивные люди, меланхолики, «платят» своей особой чувствительностью, неловкостью, неуклюжестью, непрактичностью в житейских делах, ненаходчивостью, замедленностью мысли в острые моменты бытия – за гамлетовски-обостренную тревожную нравственность, рефлексию, духовную аналитичность». М. Бурно "Сила слабых".